# Balanops
Balanops és un gènere de plantes amb flors. Conté 9 espècies que són arbres o aarbusts i es troben a Nova Caledònia, Fiji i nord de Queensland.
Aquest gènere constitueix la família Balanopaceae (anteriorment escrita com Balanopsidaceae).

## Algunes espècies
- Balanops australiana
- Balanops balansae
- Balanops pachyphylla
- Balanops vieillardii